# Crypsis alopecuroides
Crypsis alopecuroides är en gräsart som först beskrevs av Mathias Piller och Ludwig Mitterpacher von Mitterburg, och fick sitt nu gällande namn av Heinrich Adolph Schrader. Crypsis alopecuroides ingår i släktet kurragömmagrässläktet, och familjen gräs. Inga underarter finns listade i Catalogue of Life.